# Lothar Schilling (Historiker)
Lothar Schilling (* 26. März 1960 in Schwetzingen) ist ein deutscher Neuzeithistoriker.

## Leben
Schilling wurde im baden-württembergischen Schwetzingen geboren. Er studierte von 1981 bis 1988 Geschichte, Romanistik und Pädagogik an der Universität zu Köln und der Universität Paris IV (Sorbonne). Danach war er wissenschaftlicher Mitarbeiter an der Kölner Universität und wurde 1993 bei Johannes Kunisch an der Philosophischen Fakultät mit der Dissertation Kaunitz und das Renversement des alliances. Studien zur außenpolitischen Konzeption Wenzel Antons von Kaunitz zum Dr. phil. promoviert.
Von 1995 bis 1999 war er am Max-Planck-Institut für europäische Rechtsgeschichte in Frankfurt am Main tätig, wo er sich intensiv den Policeyordnungen widmete. 2000/01 war er Forschungsstipendiat an der Herzog August Bibliothek in Wolfenbüttel und von 2002 bis 2004 Studienreferendar am Frankfurter Lessing-Gymnasium. 2003 habilitierte er sich im Fach Neuere Geschichte an der Universität zu Köln mit der Arbeit Normsetzung in der Krise. Zum Gesetzgebungsverständnis im Frankreich der Religionskriege. 2004/05 war er Gastdozent am Deutschen Historischen Institut Paris (DHIP). Im Anschluss war er als Studienrat an der Ziehenschule in Frankfurt am Main tätig.
2008 wurde er als ordentlicher Professor für Geschichte der Frühen Neuzeit an der Philologisch-Historischen Fakultät der Universität Augsburg berufen. Von 2011 bis 2013 war er Studiendekan. Seine Forschungsschwerpunkte sind u. a. die Geschichte der Geschichtsschreibung, der Absolutismus, die Französischen Religionskriege und Policeyordnungen.
Seit 2013 ist er Vorsitzender der Evaluationsgruppe Geistes- und Sozialwissenschaften des Verbundes Deutsch-Französische Hochschule. Von 2014 bis 2018 war er Mitglied im Vorstand der Vereinigung für Verfassungsgeschichte.
Seit Oktober 2023 ist er Dekan der Philologisch-Historischen Fakultät der Universität Augsburg.

## Schriften (Auswahl)
- Kaunitz und das Renversement des alliances. Studien zur außenpolitischen Konzeption Wenzel Antons von Kaunitz (= Historische Forschungen, Band 50). Duncker und Humblot, Berlin 1994, ISBN 3-428-08084-X.
- (Hrsg. mit Gerhard Schuck): Repertorium der Policeyordnungen der frühen Neuzeit. Band 3: Wittelsbachische Territorien (Kurpfalz, Bayern, Pfalz-Neuburg, Pfalz-Sulzbach, Jülich-Berg, Pfalz-Zweibrücken) (= Studien zur europäischen Rechtsgeschichte, Band 116). Klostermann, Frankfurt am Main 1999, ISBN 3-465-02795-7.
- Normsetzung in der Krise. Zum Gesetzgebungsverständnis im Frankreich der Religionskriege (= Studien zur europäischen Rechtsgeschichte, Band 197). Klostermann, Frankfurt am Main 2005, ISBN 3-465-03454-6.
- (Hrsg.): Absolutismus, ein unersetzliches Forschungskonzept? Eine deutsch-französische Bilanz (= Pariser historische Studien, Band 79). Oldenbourg, München 2008, ISBN 978-3-486-58095-2.
- Das Jahrhundert Ludwigs XIV. Frankreich im Grand Siècle 1598–1715. WBG, Darmstadt 2010, ISBN 978-3-534-17428-7.
- (Hrsg. mit Gabriele Haug-Moritz): Médialité et interprétation contemporaine des premières guerres de Religion (= Ateliers des Deutschen Historischen Instituts Paris, Band 10). De Gruyter Oldenbourg, Berlin 2014, ISBN 978-3-11-034722-7.
- (Hrsg. mit Regina Dauser und Peter Fassl): Wissenszirkulation auf dem Land vor der Industrialisierung (= Documenta Augustana, Band 26), Wißner, Augsburg 2016, ISBN 978-3-11-036239-8.
- mit Jakob Vogel (Hrsg.): Transnational Cultures of Expertise. Circulating State-Related Knowledge in the 18th and 19th centuries. De Gruyter Oldenbourg, Berlin 2019, ISBN 978-3-11-055180-8.
- mit Andreas Thier, Christoph Schönberger (Hrsg.): Verfassung und Öffentlichkeit in der Verfassungsgeschichte. Tagung der Vereinigung für Verfassungsgeschichte vom 22. bis 24. Februar 2016 auf der Insel Reichenau. Duncker & Humblot, Berlin 2020, ISBN 978-3-428-15997-0.